# Herochroma bipunctata
Herochroma bipunctata là một loài bướm đêm trong họ Geometridae.